# 田中香苗
田中 香苗（たなか かなえ、1904年（明治37年）10月15日 - 1985年（昭和60年）10月13日）は、日本のジャーナリスト、実業家。毎日新聞社社長、日本国際連合協会理事長。東亜国内航空会長。

## 来歴・人物
香川県大川郡白鳥町（現・東かがわ市）生まれ。
東亜同文書院卒業後、大阪毎日新聞社に入社。満洲事変や西安事件報道などを手掛け、戦中は東亜部長を務め、敗戦後は海外特派員の引揚げ業務を担当した。
その後、ラジオ東京（現・TBSラジオ）など放送事業畑で活躍し、平井太郎が民間放送を設立する際、協力し、1953年（昭和28年）にラジオ四国（現・西日本放送）が開局している。
西部本社代表を経て、1956年（昭和31年）に取締役に選任され、代表取締役・編集主幹、代表取締役会長・主筆を経て、1974年11月から76年2月までに社長を務めた。このほか、1972年から2年間、墜落事故を起こした東亜国内航空（現・日本航空）の会長を担い、同社の再建に尽力した。